# Thyestilla gebleri
Thyestilla gebleri là một loài bọ cánh cứng trong họ Cerambycidae.